# Juan Rosario (taekwondo)
Juan Rosario es un deportista puertorriqueño que compitió en taekwondo. Ganó una medalla de bronce en el Campeonato Panamericano de Taekwondo de 1982, en la categoría de –52 kg.

## Palmarés internacional
| Campeonato Panamericano | Campeonato Panamericano | Campeonato Panamericano | Campeonato Panamericano |
| Año                     | Lugar                   | Medalla                 | Categoría               |
| ----------------------- | ----------------------- | ----------------------- | ----------------------- |
| 1982                    | Ponce (Puerto Rico)     | Medalla de bronce       | –52 kg                  |